# Sciences arabes
Dans l'histoire des sciences, on désigne par sciences arabes, les sciences qui se sont épanouies en terres d'Islam entre le VIIIe siècle et le XVe siècle. L'adjectif « arabe » fait référence à la langue scientifique qui, à cette époque, permet de transmettre les connaissances scientifiques d'un bout à l'autre de l'empire arabo-musulman.
Les sciences arabes se sont développées au Moyen Âge, dans le contexte politico-religieux de l'expansion arabe et musulmane. Le monde arabo-musulman est à son apogée scientifique du VIIIe au milieu du XIIIe siècle : c’est l’« Âge d'or islamique ». Cette culture scientifique a pris son essor à Damas sous les derniers Omeyyades, puis à Bagdad sous les premiers Abbassides. Elle a débuté par des traductions accompagnées de lectures critiques des ouvrages de l'Antiquité en physique, mathématique, astronomie ou encore médecine, traductions qui ont contribué à former la culture arabe « classique ». À l'inverse, à partir du XVIe siècle, « une forme de « résistance » au savoir médical et scientifique européen est avérée ».
Dans son Histoire des sciences, George Sarton montre comment après les Égyptiens, les Sumériens, les Grecs, les Alexandrins, les Romains, les Byzantins, les savants du monde musulman (Persans, Arabes, Berbères, juifs, chrétiens, musulmans) ont pris la relève, en une suite ininterrompue, de 750 à 1100. 
Selon Ahmed Djebbar, si les acquis sont incontestables dans de nombreux domaines, les arabo-musulmans ont cultivé l'hermétisme avec l'alchimie ou l'astrologie et ont également conservé le géocentrisme de Ptolémée.

## Histoire

### La multiplication des contacts

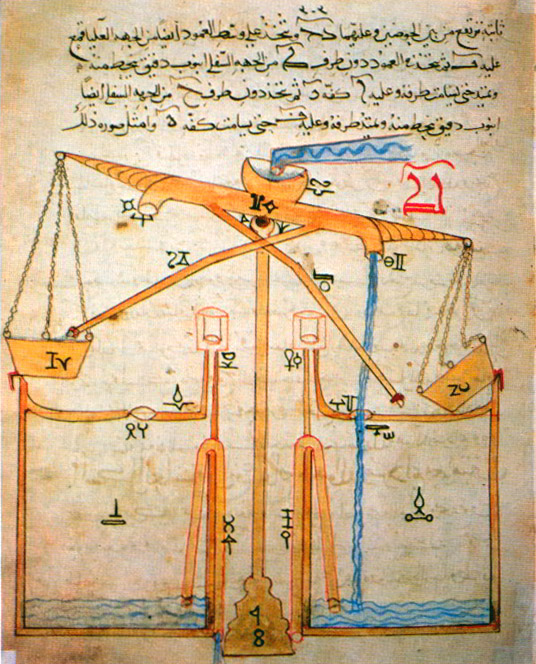
Al-Djazari, livre du XIIIe siècle, Bibliothèque Süleymaniye, Istanbul

L'extension du monde arabo-musulman a mis en contact plusieurs civilisations différentes : l'empire arabe, construit à partir du VIIe siècle par une suite de conquêtes militaires et religieuses, prend le contrôle politique des territoires anciennement hellénisés (Alexandrie d'Égypte par exemple). Les savants arabes se forment donc d'abord au contact des savants chrétiens et juifs qui habitaient ces régions et en consultant les ouvrages scientifiques de l'Antiquité. Au VIIe siècle, les Arabes détruisent l'empire sassanide et sauvegardent le savoir de l'ancienne Perse. Les conquérants arabes se sont trouvés en contact à l'est avec la civilisation indienne et chinoise.
Si une partie des savants chrétiens et juifs, fuyant la conquête arabe, se sont réfugiés dans les pays restés chrétiens, le monde arabo-musulman a aussi accueilli des savants étrangers. La fermeture de l'école néoplatonicienne d'Athènes par Justinien en 529 amena de nombreux savants à s'exiler en Perse et l'enseignement grec qui s'y épanouit dans cette région devint, un siècle plus tard, partie du monde arabe. Sous l'administration de ses vizirs barmécides, Bagdad devint la capitale intellectuelle de son époque. Des écoles et des bibliothèques furent construites. Al-Mamun, calife de 813 à 833, avait réuni à Bagdad des savants de tous horizons. Féru d'astronomie, il crée en 829, le premier observatoire permanent du monde arabe (les Chinois avaient déjà créé des observatoires permanents), l'Observatoire de Bagdad, permettant à ses astronomes, qui avaient traduit le Traité d'Astronomie du grec Hipparque, ainsi que son catalogue d'étoiles, d'étudier le mouvement des astres.
Cet âge d'or est né du cosmopolitisme de cette période et des nombreux contacts avec les savants d'autres cultures.

### Les maisons de la sagesse
La maison de la sagesse était une institution de traduction d'ouvrages grecs destinée à transmettre cette connaissance. Elle a été fondée sur le modèle de l'académie perse des Frères Banou Moussa, al-Kindi. Cette dernière commença à décliner sous le califat de Jafar al-Mutawakkil (847-862).

### Fermeture de centres scientifiques et réactions
Néanmoins, les conquêtes arabes ont modifié les centres de savoir après la fermeture de l'école mathématique d'Alexandrie et la destruction de la bibliothèque d'Alexandrie, par les troupes du général Amr. Elles ont donné lieu à une brève période de fanatisme religieux.

### Échanges de savoirs

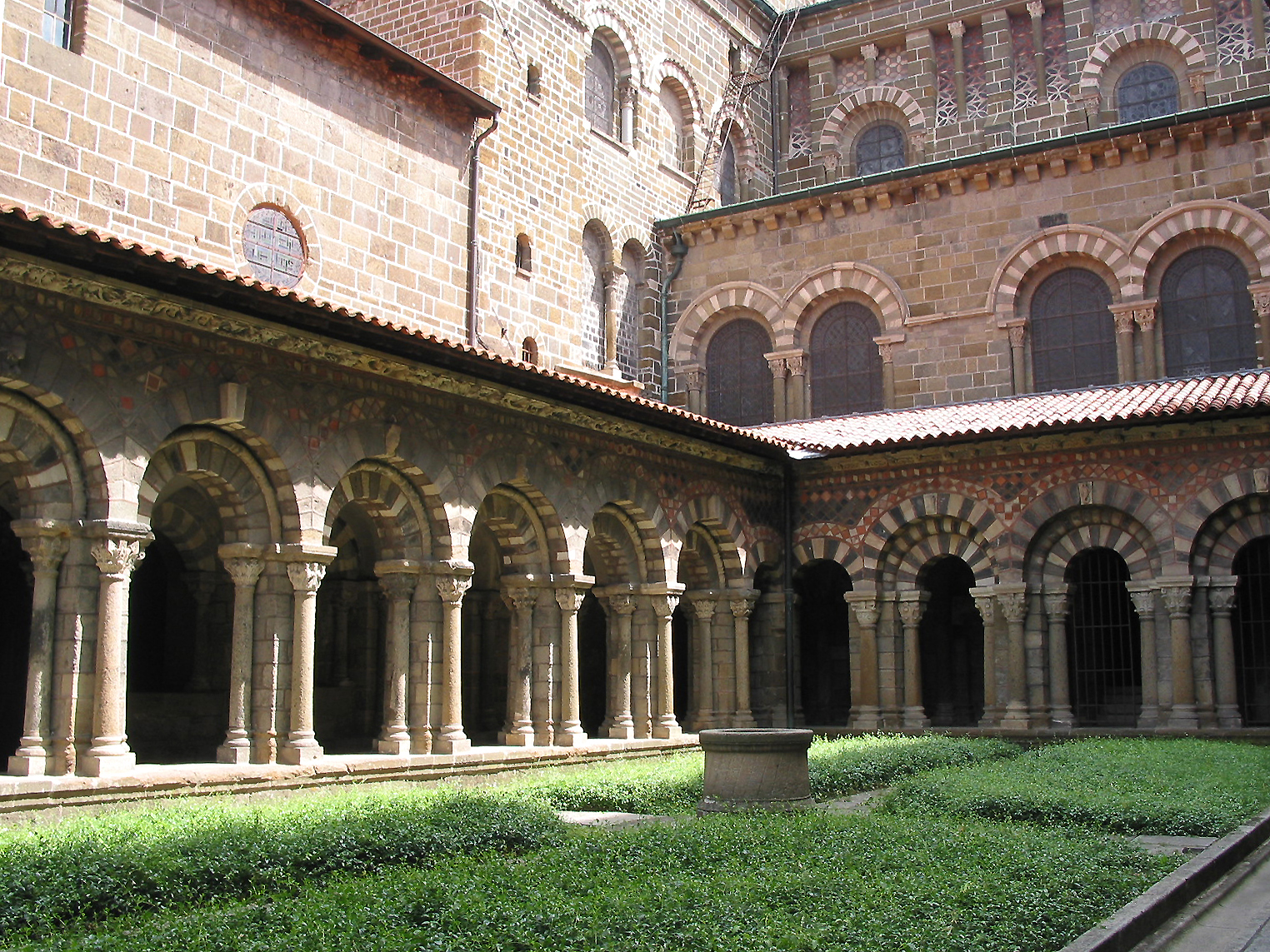
Cathédrale Notre-Dame du Puy et ses arches en forme de fer à cheval ressemblant à celle de la mosquée de Cordoue.

Les échanges avec la Chine et l'Inde, mais aussi la prise d'Alexandrie ou de Damas, qui étaient des anciennes cités romaines possédant de vastes bibliothèques dont beaucoup de livres en grec sont le point de départ des sciences dites arabes. Tout en traduisant ces textes, les penseurs musulmans s'efforcent de les améliorer. Ce courant ne tarde pas à arriver en Europe, timidement au départ, il prend toute sa place à la fin du Moyen Âge, contribuant en partie à la Renaissance en Europe.
Dès la fin du Xe siècle, des savants européens se rendent en Espagne pour étudier. Gerbert d'Aurillac (le futur pape Sylvestre II), notamment, vient dans la marche d'Espagne, auprès du comte de Barcelone Borrell II, peut-être pour étudier les mathématiques. Après ce séjour, il rapporte en Occident le concept de astrolabe, un nouveau type d'abaque, et peut-être même une première fois les chiffres arabes.
Toutefois, les traductions ne débutent pas avant le siècle suivant.
La renaissance du XIIe siècle est intimement liée à la recherche de nouveaux savoirs par les lettrés européens, aux franges grecques et arabes de l'Occident chrétien, en particulier dans l’Espagne musulmane et en Sicile où l'on note une intense activité de traduction.  Les premiers traducteurs d’Espagne se montrent particulièrement intéressés par les ouvrages scientifiques, notamment les mathématiques et l’astronomie, et de façon secondaire par le Coran et les autres textes islamiques. Les bibliothèques espagnoles comprennent de nombreux ouvrages universitaires écrits en arabe, aussi les traducteurs, souvent assistés par un collaborateur parlant la langue arabe, travaillent-ils presque exclusivement à partir de l'arabe, plutôt que depuis des textes grecs. L'Espagne, plus que l'Italie, est la principale zone de contact entre les traducteurs occidentaux et la culture arabo-musulmane,.
Les premiers à traduire les textes arabes sont les Espagnols et les Italiens, ces documents pénètrent lentement en France. Paris est au XIIIe siècle le centre le plus important d'études philosophiques et théologiques du monde latin, les cours dispensés dans son université sont réputés dans toute l'Europe. Malgré son prestige, ce n'est que deux siècles après la mort d'Avicenne que l'université de Paris reconnaît totalement ses œuvres. Les premiers à s'intéresser à la pensée arabe ne sont autres que les théologiens et hommes d’Église français. Guillaume d'Auvergne, évêque de Paris au XIIIe siècle montre un grand intérêt pour les philosophies arabe et grecque même s’il n'hésite pas à critiquer et dénigrer les travaux d’Avicenne sur ses réflexions pro-islamiques. Plus tard, Thomas d'Aquin reprend de façon plus approfondie les textes du penseur arabe à la lumière de la théologie catholique.
Sur le plan scientifique, l'Europe, qui est restée jusqu'au XIe siècle à l'écart des sciences grecques, a là aussi l'occasion de les redécouvrir par l'intermédiaire de la langue arabe. À travers l'Europe un vaste mouvement de traduction est lancé. Bien qu'imparfaites, ces traductions introduisent de nombreuses notions en mathématiques, médecine, chimie, etc.
Dans le domaine des arts, l'influence arabe se fait sentir en Europe. Plusieurs églises romanes du sud de la France entre le XIIe siècle et XIIIe siècle empruntent grâce aux ouvriers et artisans arabes qui participent à leur édification, mais aussi des croisés revenant de Terre Sainte, une architecture semblable aux mosquées et palais d'Al Andalous comme les arches en forme de fer à cheval ou bien des inscriptions bibliques gravées dans la pierre et directement inspirées des arabesques qui ornent les mosquées de l'époque. L'exemple le plus frappant est certainement la cathédrale du Puy-en-Velay et dont Émile Mâle remarque la ressemblance frappante avec la mosquée de Cordoue.

## Sciences

### Mathématiques

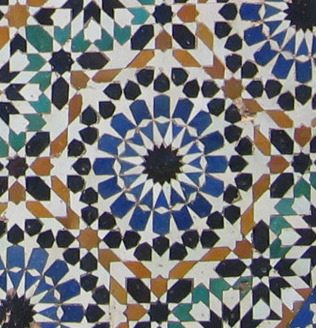
Une application artistique de la géométrie : le Zellige.

Une grande campagne de traductions permet de prendre connaissance et commenter les auteurs grecs comme Euclide, Diophante, Menelaüs ou Archimède. Les mathématiques arabes se sont ainsi constituées à partir des mathématiques grecques, indiennes et mésopotamiennes avant d'avoir un développement propre. Elles ont été utilisées par les savants arabes comme auxiliaires d'autres disciplines telles que l'astronomie, les techniques de constructions géométriques (mosaïque, muqarnas, coupole…) ou pour calculer des coordonnées géographiques. Mais elles se sont également développées comme une discipline à part entière.
Les deux traités du mathématicien persan al-Khwarismi, l'un décrivant le système de numération décimal indien, l'autre présentant en un système organisé les équations algébriques du premier et second degré (Al-jabr w'al muqabala dont est tiré le nom actuel de la discipline algèbre,) sont des écrits majeurs pour le développement des mathématiques. Durant ces sept siècles de la civilisation arabo-musulmane mais principalement au Xe et XIe siècles, les techniques algébriques se développent. Cependant les calculs algébriques se font principalement sous forme rhétorique sans développement d'une notation symbolique, et seules les solutions positives sont retenues. Des résolutions graphiques de l'équation cubique sont formalisées. La numération décimale permet de faciliter le calcul de valeurs approchées à l'aide de méthodes comme celle baptisée plus tard de méthode de Ruffini-Horner. La formule du binôme est démontrée.
Les mathématiciens arabes étudient les nombres premiers, les nombres amiables ou parfaits, les équations diophantiennes ainsi que les suites et les séries
L'étude des coniques s'approfondit. Nécessaire pour l'astronomie, la trigonométrie sphérique devient une science à part entière. La méthode d'exhaustion mise en place par Archimède pour la quadrature de la parabole est développée et exploitée pour de nombreux autres calculs d'aire et de volume.
Dans la branche du dénombrement , les formules sur le nombre de permutations, le nombre d'arrangements ou le nombre de combinaisons sont établies. La formule du triangle de Pascal dans le cadre du dénombrement est démontrée.
Des réflexions sur les mathématiques fondamentales se développent (nature du nombre, axiomes de géométrie).
La liste des mathématiciens arabo-musulmans est importante, tant à l'Est avec comme centre culturel Bagdad, qu'au Maghreb et en Andalousie.
L'Occident latin prend connaissance des mathématiques arabes par le biais de traductions entreprises dès le Xe siècle pour le système de numération. Une partie des techniques algébriques arabes est introduite en Europe grâce au livre de Leonardo Fibonacci, le Liber abaci. La trigonométrie est transmise en Occident en même temps que l'astronomie dont elle constitue souvent un chapitre à part. Par exemple, un traité comme le De triangulis de Regiomontanus, est très proche de Traité du quadrilatère de Nasir al-din al-Tusi.

### Médecine
Le monde arabe connaissait la médecine au Moyen Âge grâce à des personnages tels que Avicenne, auteur de l'encyclopédie médicale Qanûn, ainsi que Ibn Nafis, qui décrit la circulation sanguine pulmonaire, et le Persan al-Razi, initiateur de l'usage de l'alcool en médecine. Au XIe siècle, l'Andalou Abu-l-Qasim az-Zahrawi (appelé Abulcassis en Occident) écrit un ouvrage de référence sur la chirurgie. Maïmonide (1135-1204), médecin juif du sultan ayyoubide Saladin, influença également la médecine arabe.
Les premiers hôpitaux du monde arabe, servant à la fois d'école de médecine et de lieux de soins ouvrent, en tant que léproseries au départ, puis évoluent pour traiter les maladies du corps humain comme celles de l'esprit.
L'anesthésie, pratiquée dans l'Antiquité par l'ingestion d'opium, de mandragore ou de diverses autres substances donnant envie de dormir, est perfectionnée par l'utilisation d'une éponge imbibée par un mélange de ces substances. Séchée, cette spongia somnifera comme elle sera appelée permet au chirurgien d'opérer en soumettant le patient aux vapeurs de l'éponge humidifiée avant l'emploi et qui plongeait les patients dans un état proche de l'anesthésie générale, mais qui ressemble plutôt à un état analgésique accompagné de perte de conscience. On y découvre le fonctionnement de la petite circulation pulmonaire et de la circulation sanguine. La dissection était également pratiquée. C'est ainsi que des connaissances anatomiques nouvelles furent faites. La traduction des textes latins et grecs fut encouragée et les savants venaient à Bagdad et de toutes les régions de l'empire.

### Botanique, zoologie, agriculture

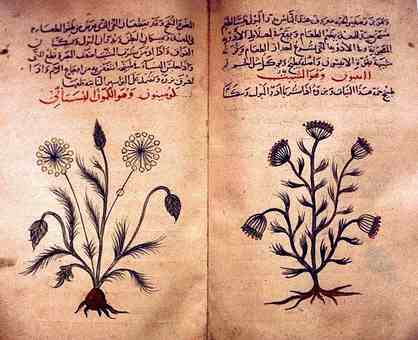
Manuscrit arabe du XIVe siècle

Les Arabes traduisent les traités de Dioscoride (De Materia Medica) et font progresser la pharmacopée. Le mot sirop est d'origine arabe. L'utilisation des alambics permet d'extraire des substances telles que l'essence de rose, l'eau de fleur d'oranger. Ils perfectionnent également le raffinage du sucre, venu de Perse, et introduisent la confiserie dans l'alimentation et la conservation des végétaux.
On leur doit l'extension jusqu'à l'Atlantique de la culture de la canne à sucre, du riz, du coton. Leur acquis principal réside dans la création de jardins botaniques expérimentaux (Al-Andalus), l'Al-munia est à la fois lieu d'acclimatation, de plaisir et d'étude où les plantes sont considérées sous tous leurs aspects : alimentaire, parfum, médicinale, utilitaire et décoratif. La zone de culture de certains fruits (bigarades, citrons, bananes, dattes) et de certaines fleurs (crocus sativus dont on tire le safran, jasmin ), de plantes utilitaires (murier à soie) connait une expansion qui suit celle de l'islam. La maîtrise de l'hydraulique permet aux agronomes arabo-musulmans de faire évoluer la triade méditerranéenne antique blé-vigne-olivier.
À partir du travail de sélection de la dynastie perse des Sassanides, ils créeront les chevaux arabes, les alezans, qui étonneront tant les premiers croisés par leur agilité. La création de races originales de chameaux de bât sera un atout essentiel pour la maîtrise de l’espace.

### Physique, chimie, optique

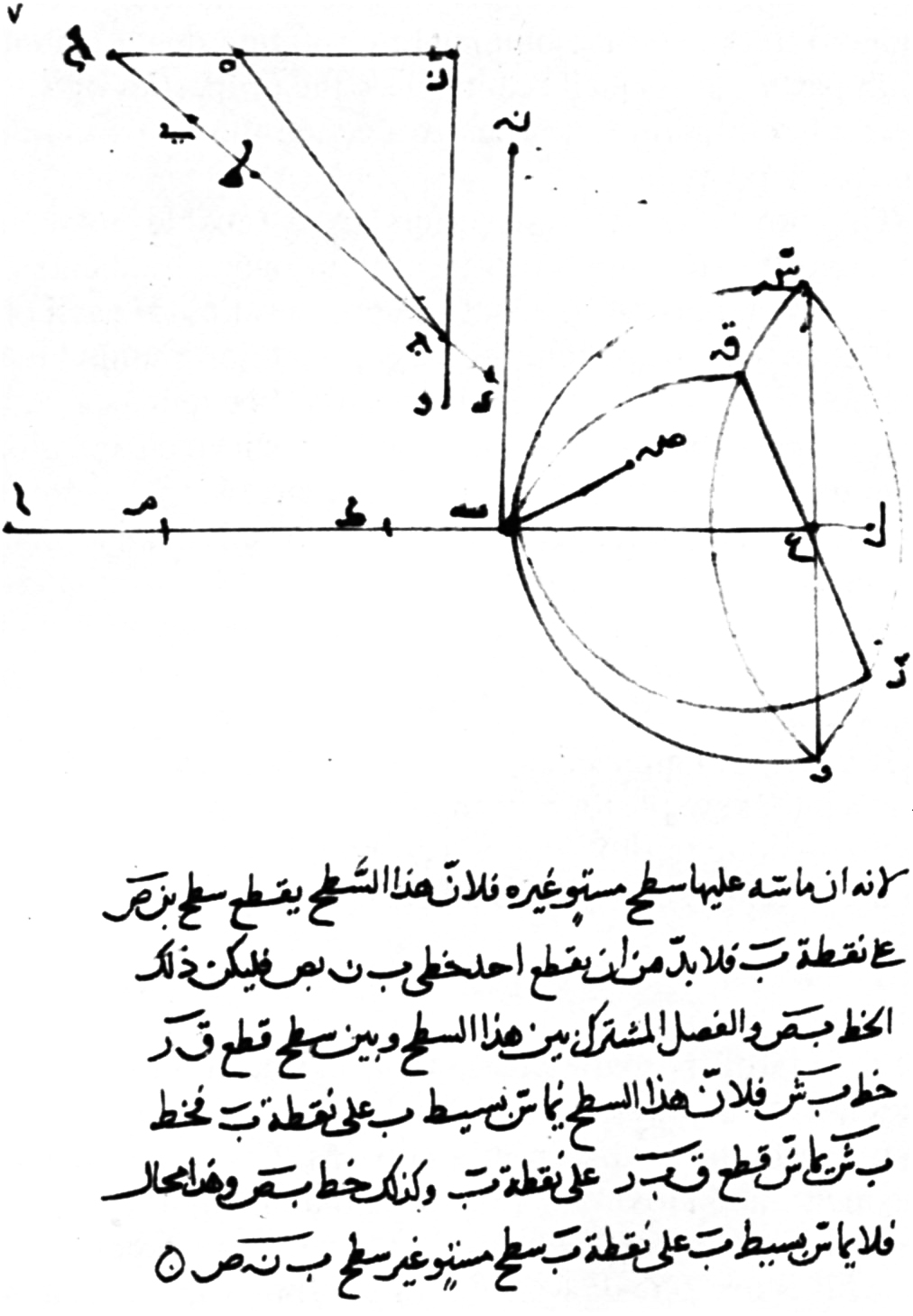
Dessin de Ibn Sahl : première mention de la loi de la réfraction : considérant les triangles rectangles (en haut à gauche), le rapport des deux hypoténuses est une constante du système.

Les alchimistes arabes reprennent les travaux des alchimistes gréco-alexandrins. En cherchant de l'or, ils travaillent sur d'autres matières comme l'acide nitrique et perfectionnent la distillation. Jâbir ibn Hayyân (vers 845) pratiqua la manipulation de nombreux produits minéraux, végétaux et animaux.
Les travaux d'Archimède sur les Miroirs ardents furent repris par Ibn al-Haytham, Ibn Sahl, Taqi al-Din et al-Kindi.
Certains auteurs,, voient Ibn Al Haytham (965-1039), de son nom latinisé Alhazen, comme « le père de l'optique ». Notamment dans son texte Kitab al-Manazir (livre d'optique), il a réformé l'optique, « introduisant de nouvelles normes mathématiques et expérimentales à l'intérieur d'une problématique traditionnelle où se trouvent unies lumière et vision. [...] L'optique d'Aristote, comme celles d'Euclide et de Ptolémée, ne séparait point vision et éclairement lumineux ; il s'imposait à Alhazen de les mieux distinguer et d'aboutir ainsi à une nouvelle représentation fondée sur une analogie entre le mouvement du choc – le rebondissement d'une balle projetée contre un obstacle – et la propagation lumineuse, représentation qui persistera chez Kepler et chez Descartes », et avant eux Roger Bacon (1214-1294) qui a repris et cité ses travaux.

### Astronomie

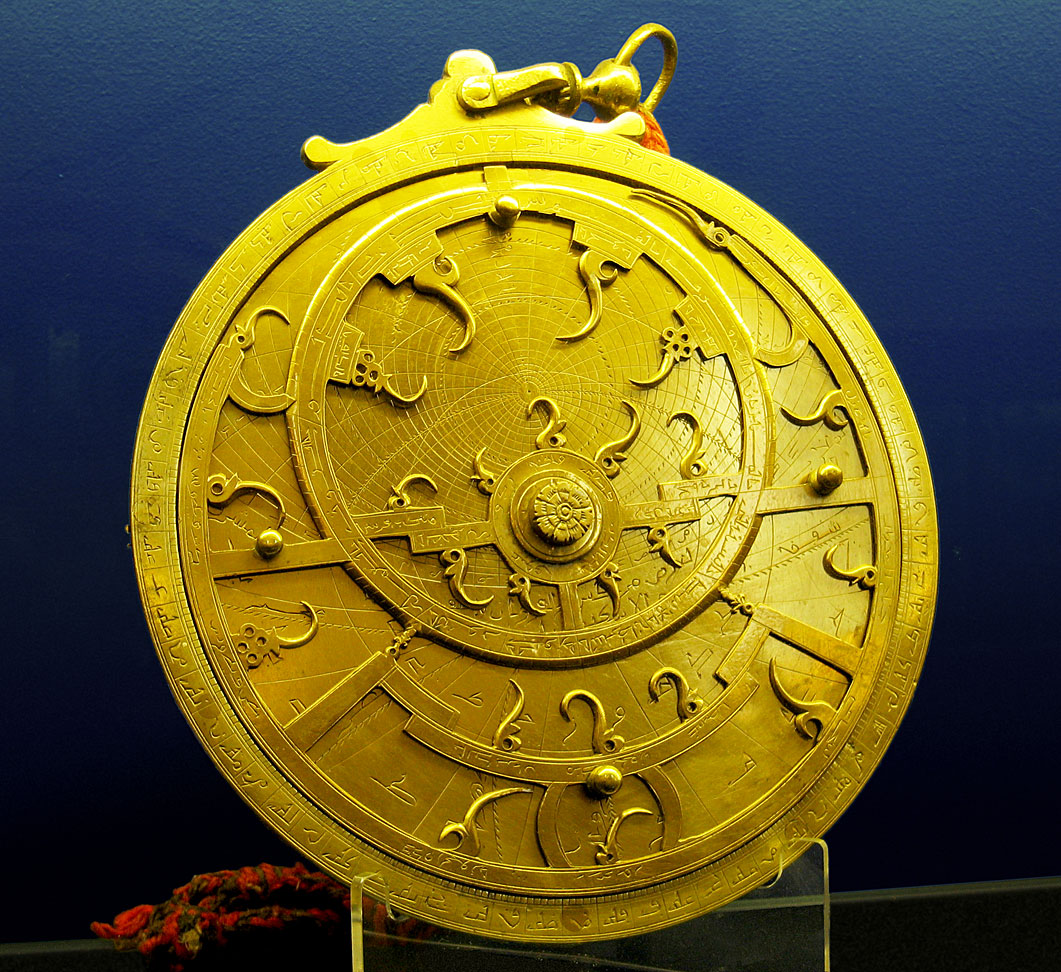
Astrolabe perse, XVIIIe siècle

Les scientifiques arabes reprennent les études des grecs Claude Ptolémée (IIe siècle) et d'Ératosthène. Ainsi, les premières traductions en arabe de l'Almageste datent du IXe siècle. À cette époque, cet ouvrage était perdu en Europe. En conséquence, l'Europe occidentale redécouvrit Ptolémée à partir des traductions des versions arabes : une traduction en latin a été réalisée par Gérard de Crémone à partir d'un texte provenant de Tolède, en Espagne.
L'astronomie arabe s'est attachée à résoudre des problèmes concernant la pratique de l'Islam, comme déterminer les dates du ramadan, calculer l'heure des cinq prières quotidiennes, fixer la direction de La Mecque, mais aussi définir le calendrier lunaire.
Jusqu'à l'apparition de la lunette astronomique, l'observation des astres a progressé grâce à l'utilisation de l'astrolabe[Information douteuse]: cet instrument qui servit également à la navigation, a probablement été inventé par Hipparque[Information douteuse], dont les travaux servirent de base au premier calculateur astronomique ou premier astrololabe[Information douteuse], la machine d'Anticythère. Il a ensuite été copié dans le monde islamique. Ensuite, au Xe siècle, l'astrolabe islamique (plus spécifiquement, d'Al-Andalus) a été copié en Occident chrétien dans une forme simplifiée. Le moine Gerbert d'Aurillac a contribué à l'introduction du concept en Occident, mais n'a pas personnellement rapporté d'astrolabe de son séjour en Catalogne.
L'astronome perse al-Farghani écrit beaucoup sur le mouvement des corps célestes ; son œuvre est traduite en latin au XIIe siècle.
À la fin du Xe siècle, un grand observatoire est construit près de Téhéran par l'astronome al-Khujandi.
Il effectue une série d'observations qui lui permettent de calculer l'obliquité de l'écliptique.
En Perse, Omar Khayyam compile une série de tables et réforme le calendrier.
Un grand observatoire est construit à Constantinople, pour l'astronome arabe, Taqi al-Din.
L’astrologie arabe est en relation avec l'astronomie : les horoscopes sont établis en fonction des astres et nécessitent l'utilisation d'instruments d'observation.

### Géographie

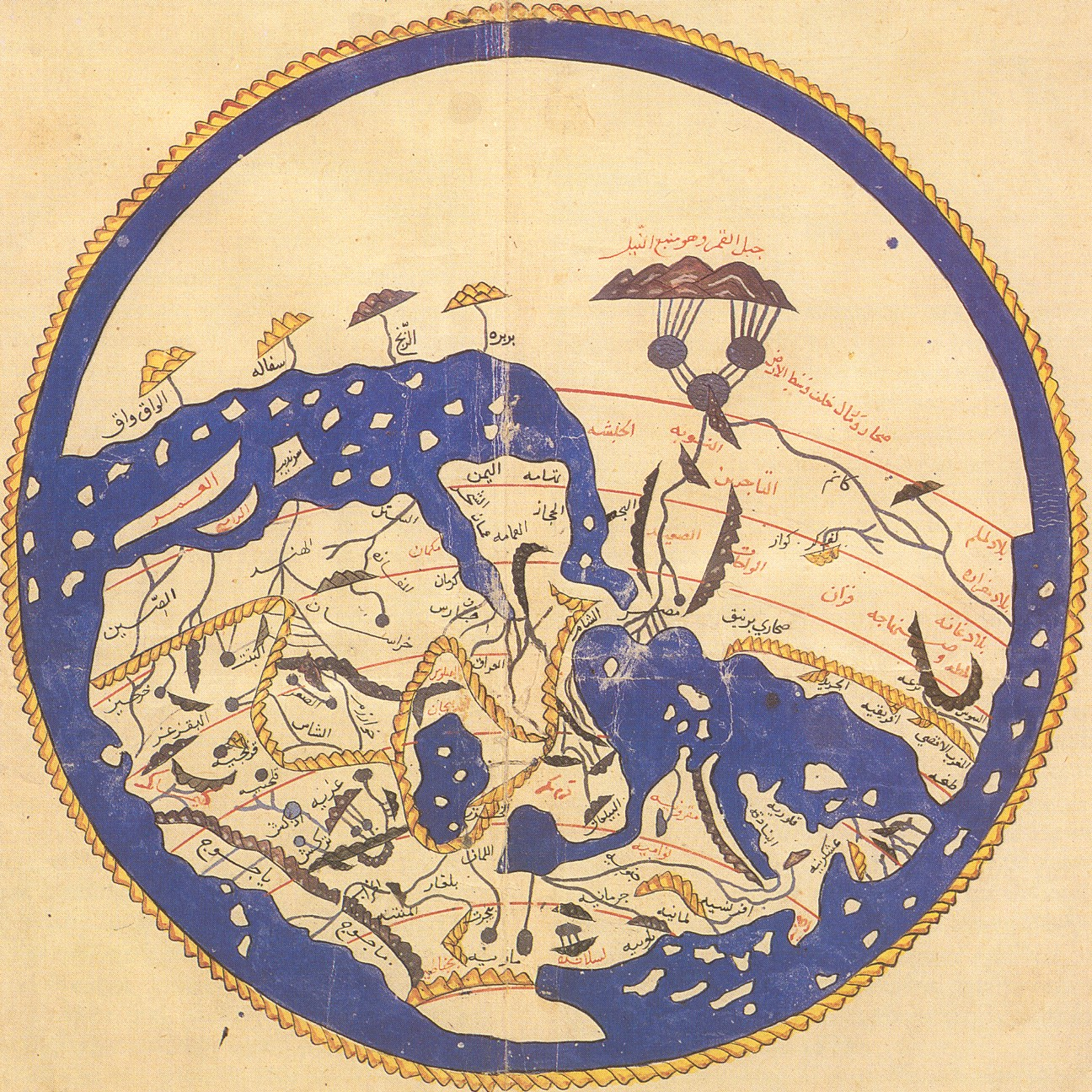
Le monde d'al-Idrīsī orienté sud/nord

Au cours du Moyen Âge, les géographes arabes, tels qu'Idrisi, Ibn Battuta, et Ibn Khaldun ont conservé et enrichi l'héritage gréco-romain, syriaque, perse et indien.
À partir du VIIIe siècle, les premiers géographes musulmans perpétuent entre autres l'œuvre des géographes de l'Antiquité (Hérodote, Pline l'Ancien ou encore Ptolémée), puis dès le XIe siècle se développent une véritable littérature géographique originale en plus d'un savoir-faire cartographique.
Les géographes notables sont :
- Al-Mas'ûdî, mort en 957, Muruj adh-dhahab ou Les prairies d'or, est le manuel de référence des géographes et des historiens du monde musulman. Il a beaucoup voyagé à travers le monde arabe ainsi qu’en Extrême-Orient.
- Al Bakri, auteur du Routier de l’Afrique blanche et noire du nord-ouest, rédigé à Cordoue vers 1068
- Yaqout al-Rumi (XIIIe siècle), Livre des pays
- Al Idrissi, (mort vers 1165), Description de l'Afrique et de l'Espagne
- Carte de Piri Reis La carte de Piri Reis est une carte ancienne, découverte en 1929 lors de la restauration du Palais de Topkapı à Istanbul. Elle est attribuée à l'amiral et cartographe ottoman Piri Reis qui l'aurait tracée en 1513. Dessinée sur une peau de gazelle, elle détaille les côtes occidentales de l'Afrique et les côtes orientales de l'Amérique du Sud. Au Sud de ces dernières, un tracé fait l'objet d'interprétations contradictoires.

La cartographie progresse pendant l'âge d'or de la civilisation musulmane. Grâce à la boussole, transmise par les Chinois, et aux tables de coordonnées géographiques, il devient plus facile aux marchands de se déplacer.